# Exaeretopus mahunkai
Exaeretopus mahunkai är en insektsart som beskrevs av Ferenc Kozár och Drozdjak 1991. Exaeretopus mahunkai ingår i släktet Exaeretopus och familjen skålsköldlöss.
Artens utbredningsområde är Ungern. Inga underarter finns listade i Catalogue of Life.